# Estonia en los Juegos Olímpicos de Turín 2006
Estonia estuvo representada en los Juegos Olímpicos de Turín 2006 por un total de 26 deportistas que compitieron en 6 deportes.  
La portadora de la bandera en la ceremonia de apertura fue la biatleta Eveli Saue.

## Medallistas
El equipo olímpico estonio obtuvo las siguientes medallas:
| Nombre          | Deporte        | Competición |
| --------------- | -------------- | ----------- |
| Oro             |                |             |
| Andrus Veerpalu | Esquí de fondo | 15 km M     |
| Kristina Šmigun | Esquí de fondo | 15 km F     |
| Kristina Šmigun | Esquí de fondo | 10 km F     |
| Plata           |                |             |
| —               |                |             |
| Bronce          |                |             |
| —               |                |             |